# Ботей-Сен
Ботей-Сен (фр. Beautheil-Saints) — муніципалітет у Франції, у регіоні Іль-де-Франс, департамент Сена і Марна. Ботей-Сен утворено 1 січня 2019 року шляхом злиття муніципалітетів Ботей i Сен. Адміністративним центром муніципалітету є Сен. Населення — 2035 осіб (01.01.2021).